# Jezioro łabędzie (film 1981)
Jezioro łabędzie (jap. 世界名作童話 白鳥の湖 Sekai Meisaku Dōwa Hakuchō no Mizūmi) – japoński film anime wyprodukowany w 1981 roku przez Toei Animation w reżyserii Kimio Yabukiego. Zrealizowany na podstawie baletu o tej samej nazwie Piotra Czajkowskiego.

## Obsada (głosy)
- Keiko Takeshita jako księżniczka Odetta
- Taro Shigaki jako książę Zygfryd
- Yōko Asagami jako Odylia